# Castianeira argentina
Castianeira argentina är en spindelart som beskrevs av Cândido Firmino de Mello-Leitão 1942. 
Castianeira argentina ingår i släktet Castianeira och familjen flinkspindlar. Inga underarter finns listade.